# The Electro Hippies
 (septembre 2017).
Si vous disposez d'ouvrages ou d'articles de référence ou si vous connaissez des sites web de qualité traitant du thème abordé ici, merci de compléter l'article en donnant les références utiles à sa vérifiabilité et en les liant à la section « Notes et références ».
Electro Hippies était un groupe de crust punk britannique formé en 1985.
Malgré leur courte carrière et leur succès underground, le groupe est considéré comme ayant joué un rôle important dans l'évolution du genre grindcore et a inspiré de nombreux futurs groupes de crust, de hardcore et de grindcore. Leurs paroles, typiques du crust punk, traitaient de sujets comme l'anarchisme, la libération animale ou le végétarisme.
Le chanteur Jeffrey Walker rejoignit plus tard le groupe de metal extrême Carcass en tant que bassiste.

## Biographie
La formation initiale du groupe comprenait Simon à la batterie, Bruno à la basse, Andy à la guitare et Jeff Walker au chant. Après avoir enregistré un split single avec Generic, Jeff et Bruno quittèrent le groupe, Jeff rejoignant Carcass. Bruno fut remplacé par Dom, les trois membres se chargeant du chant.
Le groupe était soutenu par John Peel, à l'émission radiophonique duquel ils enregistrèrent en 1987 un EP, sorti sous le label Strange Fruit.
Le groupe se sépara en 1989.

## Style musical
La musique des Electro Hippies était extrêmement rapide et brutale pour l'époque, ce qui leur valut le statut de pionniers du grindcore. Ils étaient adeptes de l'éthique D.I.Y., la qualité d'enregistrement sur la majorité de leurs parutions est donc basse et volontairement lo-fi.

## Discographie
- 1986 : Play Loud or Not at All (Split Generic/ElectroHippies)
- 1987 : The Only Good Punk... Is A Dead One (LP)
- 1987 : The Peel Sessions
- 1989 : Live
- 1989 : Play Fast Or Die (EP)
- 1989 : The Peaceville Recordings
- 1989 : Mega Armageddon Death Pt.3 / You Suffer (Split single Electro Hippies/Napalm Death)
- 2002 : The Only Good Punk (CD)